# Steven Thompson
Steven Thompson (ur. 14 października 1978 w Paisley) – szkocki piłkarz grający na pozycji napastnika w St. Mirren. Były reprezentant kraju.

## Kariera klubowa
Thomspon swoją piłkarską karierę rozpoczynał grając w juniorach Dundee United. W 1996 roku podpisał z tym klubem profesjonalny kontrakt. W The Terrors, a zarazem w Scottish Premier League zadebiutował 3 maja 1997 roku, kiedy to wystąpił w wygranym 1:0 mecz z Heart of Midlothian F.C. Pierwszego gola strzelił na początku kolejnego sezonu - 9 sierpnia - w rozegranym w ramach Pucharu Szkocji spotkaniu z Queen of the South F.C. W Dundee United Thomson grał do 2003 roku. Łącznie w szkockiej drużynie wystąpił 161 razy i strzelił 31 goli.
1 stycznia 2003 roku Thompson przeszedł do jednego z najsłynniejszych szkockich klubów - Rangers F.C. W The Gers zadebiutował już dzień później, kiedy to wystąpił w spotkaniu ze swoim byłym klubem - Dundee United. W tym spotkaniu strzelił również swojego pierwszego gola dla Rangersów. W pierwszym swoim sezonie gry w szkockim zespole, Thompson zdobył potrójną koronę - został Mistrzem kraju, zdobył Puchar Szkocji oraz zwyciężył w Pucharze ligi Szkockiej. W kolejnych sezonach piłkarz był głównie w rezrwowym i na boisku pojawiał się głównie w drugich połowach meczów. W 2005 roku po raz drugi został Mistrzem Szkocji oraz zdobył Puchar Ligi.
10 stycznia 2006 roku Thompson przeniósł się do Cardiff City. Transfer opiewał na sumę 250 tysięcy funtów. W The Bluebirds zadebiutował cztery dni później w meczu z Burnley FC i od razu w tym spotkaniu dwukrotnie wpisał się na listę strzelców. W Cardiff Thompson miał pewne miejsce w podstawowym składzie i występował w prawie każdym meczu. W walijskim zespole grał do 2008 roku i w tym okresie wystąpił łącznie w 106 spotkaniach w których strzelił 17 goli.
1 września 2008 roku Thompson przeniósł się do Burnley FC. W The Clarets zadebiutował dopiero po dwóch tygodniach, w wygranym 2:1 meczu z Nottingham Forest F.C. Pierwszego gola zdobył 25 października, kiedy to pokonał bramkarza Charltonu Athletic. Ostatecznie sezon 2008/2009 zakończył z 34 ligowymi występami, a wraz z kolegami z zespołu wywalczył awans do Premier League.
W czerwcu 2011 roku podpisał 2,5-letni kontrakt ze szkockim klubem St. Mirren.

## Kariera reprezentacyjna
Thompson swoją reprezentacyjną karierę zaczynał grając w kadrze młodzieżowej. Wystąpił w niej 12 razy i strzelił cztery gole. Zawodnik w kadrze A występował w latach 2002 - 2004. Zadebiutował w niej w marcu, a pierwszego gola strzelił dwa miesiące później - 23 maja - kiedy to pokonał bramkarza reprezentacji Hongkongu. Łącznie w barwach narodowych rozegrał 16 meczów w których trzykrotnie wpisywał się na listę strzelców.

### Gole w reprezentacji
| #  | Data                 | Gdzie               | Przeciwnik | Rezultat | Rozgrywki                           |
| -- | -------------------- | ------------------- | ---------- | -------- | ----------------------------------- |
| 1. | 23 maja 2002         | Hongkong, Chiny     | Hongkong   | 4:0      | Towarzyski                          |
| 2. | 15 października 2002 | Edynburg, Szkocja   | Kanada     | 3:1      | Towarzyski                          |
| 3. | 13 października 2004 | Kiszyniów, Mołdawia | Mołdawia   | 1:1      | Kwalifikacje Mistrzostw Świata 2006 |